# Huiron
Huiron é uma comuna francesa na região administrativa do Grande Leste, no departamento de Marne. Estende-se por uma área de 13.28 km², e possui 305 habitantes, segundo o censo de 2018, com uma densidade de 23 hab/km².